# Naguib Mahfouz
Naguib Mahfouz (født 11. december 1911, død 30. august 2006) var en egyptisk forfatter fra Cairo, som modtog Nobelprisen i litteratur i 1988.
En af hans mest kendte romaner er Midaqgyden. Den omhandler en gyde, som han beskriver inderligt. Den omhandler karakterer fra forskellige sociale lag, såsom fede onkel Kamil, den homoseksuelle hash-fiend Kirsha og Hamida, som elsker at spille fløjte.
Litteraturprisen Naguib Mahfouz Medal for Literature er opkaldt efter Naguib Mahfouz.

## Udgivelser oversat til dansk
- Liv og skæbne i Cairo (Tiden 1989)
- Midaqgyden (Holkenfeldt 1989)
- Akhnaton (Forlaget Underskoven 2005)
- Café Karnak (Forlaget Underskoven 2008)